# 부여 무량사 명부전
부여 무량사 명부전(扶餘 無量寺 冥府殿)은 극락전 전면의 동편에 있는 건물로서 지장보살을 모시고 명부의 시왕상(十王像)을 모셨으며 일명 지장전(地藏殿)이라고도 부른다. 2004년 4월 10일 충청남도의 문화재자료 제383호로 지정되었다.

## 개요
건물기단은 자연석을 이용한 낮은 기단에 기둥은 원주를 사용하였으며 좌우 측면 중앙기둥과 후면 평주는 방형 단면이다.
정면 3칸·측면 2칸 규모로, 지붕은 맞배지붕이며 전면 3칸에는 2짝씩의 세 창살문을 달았고 후면은 판장벽으로 처리하고 양측면에 방풍판을 달았다.
1872년 원열화상에 의해 건립되었다고 전하며 건물의 보존 상태는 양호하다.
무량사 명부전은 19세기 사찰건축물로서 단아하면서도 치졸하지 않으며 화려한 익공양식과 목판재 벽체 등 전통적인 건축양식이 잘 보존되어 오고 있어 문화재적 가치가 있다.

## 참고 문헌
- 부여 무량사 명부전 - 국가유산청 국가유산포털